# Elio Sgreccia
Elio Sgreccia (Nidastore Arcevia, Ancona, Italia, 6 de junio de 1928-Roma, 5 de junio de 2019) fue un cardenal italiano y presidente de la Academia Pontificia para la Vida.

## Biografía

### Infancia y formación universitaria
Nació en una modesta familia dedicada a la agricultura, donde los niños siempre fueron considerados un bendición del Señor. El más joven de seis, después de asistir a la escuela primaria tuvo que retrasar la entrada en el seminario menor de Fossombrone debido a la guerra en 1939. Además de ayudar a su padre a trabajar en el campo, asistió a una escuela de formación profesional. Luego asistió al seminario de Fano. Finalmente recibió la ordenación sacerdotal el 29 de junio de 1952. Su primer encargo fue con los jóvenes, como asistente espiritual de los muchachos de la Acción Católica, a lo que siguió su cargo de vicerrector del mismo seminario donde había estudiado.
Después de graduarse en filología clásica en la Universidad de Bolonia, fue nombrado Rector del Pontificio Seminario de Marcas Fano, luego fue trasladado a Ancona. En 1972 solicitó y obtuvo la vuelta a la diócesis de Fossombrone a trabajar junto a su obispo, monseñor Vittorio Cecchi.
Noviembre de 1973 supuso un punto de inflexión en su vida: la sede romana de la facultad de medicina y cirugía de la Universidad Católica del Sagrado Corazón tiene la intención de reforzar el servicio pastoral para la comunidad de profesores y estudiantes, y surgió su nombre. Aconsejado por moseñor Cecchi, aceptó el encargo y desde ese momento se convirtió en un referente para la comunidad universitaria. Al mismo tiempo, el rector Lazzati lo llamó para trabajar —primero como redactor, luego como subdirector y codirector— en la revista Medicina e Morale.
En 1983, como parte de su trabajo en la Facultad de la Universidad Católica, se encargó también en la misma universidad, del estudio y enseñanza de cuestiones éticas de la biomedicina. Desde 1985 fue director del Centro de Bioética y desde 1992 director del Instituto de Bioética creado dentro de la Facultad de Medicina de la Universidad Católica del Sacro Cuore de Roma.

### Servicio en la Santa Sede: obispado y cardenalato
Como estudioso de los problemas éticos de la medicina, por indicación de la Secretaría de Estado, fue enviado a trabajar en diferentes organizaciones europeas. Representó un papel importante en la elaboración de una obra colectiva sobre los derechos humanos y la atención médica del Consejo de Europa. En los años ochenta, fue un observador de la Santa Sede en el Comité de Ética del Consejo de Europa. De 1990 a 2006 fue miembro del Comité Nacional Italiano de Bioética.
El 5 de noviembre de 1992 fue nombrado obispo titular de Zama Menor y secretario del Consejo Pontificio para la Familia. Fue ordenado obispo por el papa Juan Pablo II el 6 de enero del siguiente año.
Mantuvo su puesto en el Consejo Pontificio para la Familia hasta los primeros meses de 1996, cuando se dedicó a tiempo completo a la oficina del vicepresidente de la Academia Pontificia para la Vida. En junio de 1994 fue llamado a ese encargo junto a Jérôme Lejeune, el primer presidente de dicho organismo vaticano. Colaboró con el sucesor de Lejeune, Juan de Dios Vial Correa, hasta que fue nombrado presidente de la Academia Pontificia el 3 de enero de 2005.
En este puesto, su obra se caracterizó principalmente por la publicación de una serie de documentos, en la que fueron recogidas las actas de los congresos celebrados junto con la junta general anual de la propia Academia. Fue notable su contribución al esclarecimiento de algunos temas y cuestiones candentes: entre otras, la donación de órganos, las células madre, la objeción de conciencia, el estado vegetativo permanente.
Sgreccia dimitió como presidente de la Academia Pontificia para la Vida el 17 de junio de 2008. Se debe a él el nacimiento de la fundación Ut vitam habeant (Para que tengan vida) para la promoción de la pastoral de la vida dentro de la comunidad católica. Entre otras cosas, celebró un curso especial sobre la materia, como profesor visitante en el Instituto Juan Pablo II de la Pontificia Universidad Lateranense. En la actualidad se ocupa como codirector de la primera Enciclopedia de bioética y ciencia jurídica —de los cuales ya se han publicado los tres primeros volúmenes— junto con la Facultad de Derecho de la Universidad de Lecce y el Instituto de Bioética de la Universidad Católica.
Fue creado cardenal por Benedicto XVI en el consistorio del 20 de noviembre de 2010, por la Diaconía de Sant’Angelo in Pescheria.

## Posiciones

### XIV Asamblea General Ordinaria del sínodo de obispos
En octubre de 2015, se difundió una carta firmada por 13 cardenales en la que denunciaban la metodología empleada en el Sínodo convocado por el Papa Francisco. Los cardenales eran: Carlo Caffarra (Italia), Gerhard L. Müller (Alemania), Thomas C. Collins (Canadá), Timothy M. Dolan (EE. UU.), Willem J. Eijk (Países Bajos), Péter Erdõ (Hungría), Wilfrid Fox Napier (Sudáfrica), George Pell (Australia), Mauro Piacenza (Italia), Robert Sarah (Guinea-Conakri), Jorge L. Urosa Savino (Venezuela), Angelo Scola (Italia) y  André Vingt-Trois (Francia). Más tarde, los cardenales Angelo Scola y André Vingt-Trois se desmarcaron de la carta diciendo que nunca la habían firmado.Lo mismo dijeron aun más tarde los cardenales Péter Erdõ y Mauro Piacenza, por lo que el número de los firmantes se redujo a nueve. Posteriormente se supo que hubo una confusión y que los otros cuatro firmantes fueron los cardenales Daniel N. DiNardo (EE.UU), John Njue (Kenia), Norberto Rivera Carrera (México) y Elio Sgreccia.

## Obras
Entre sus muchas obras, hay que recordar el Manual de Bioética, en dos volúmenes, que tuvo cuatro ediciones y varias reediciones, y fue traducido al francés, español, portugués, inglés, ruso, rumano, búlgaro, ucraniano, coreano y árabe.